# Maciste in vacanza
Maciste in vacanza er en italiensk stumfilm fra 1921 af Luigi Romano Borgnetto.

## Medvirkende
- Bartolomeo Pagano som Maciste
- Henriette Bonard som Elisa Guappana
- Gemma De Sanctis
- Mario Voller-Buzzi som Baiardi
- Felice Minotti som Fernando Perez
- Guido De Rege som Dasti
- Emilio Vardannes